# Byron Briske
Byron Briske (né le 23 janvier 1976 à Humboldt, dans la province de la Saskatchewan au Canada) est un joueur professionnel canadien de hockey sur glace.

## Carrière de joueur
Après une carrière junior dans l'Ouest canadien, il rejoignit les Bandits de Baltimore de la Ligue américaine de hockey, alors club-école des Mighty Ducks d'Anaheim. Ces derniers en avait leur choix de 4e ronde lors du repêchage de 1994. Il joint pour l'organisation des Ducks trois saisons complète, sans toutefois atteindre la Ligue nationale de hockey. Il joua une autre saison dans la LAH avec les Citadelles de Québec mais rejoignit les rangs de la Ligue internationale de hockey à la mi-saison. Il y joua pour les Vipers de Détroit et pour les Ice Dogs de Long Beach. Il prit sa retraite au terme de cette saison.

## Statistiques
| Saison    | Équipe                     | Ligue |    | Saison régulière | Saison régulière | Saison régulière | Saison régulière | Saison régulière |   | Séries éliminatoires | Séries éliminatoires | Séries éliminatoires | Séries éliminatoires | Séries éliminatoires |
| Saison    | Équipe                     | Ligue | PJ | B                | A                | Pts              | Pun              | PJ               | B | A                    | Pts                  | Pun                  |                      |                      |
| 1991-1992 | Cougars de Victoria        | LHOu  | 1  | 0                | 0                | 0                | 0                |                  |   |                      |                      |                      |                      |                      |
| 1992-1993 | Cougars de Victoria        | LHOu  | 66 | 1                | 10               | 11               | 110              |                  |   |                      |                      |                      |                      |                      |
| 1993-1994 | Rebels de Red Deer         | LHOu  | 61 | 6                | 21               | 27               | 174              |                  |   |                      |                      |                      |                      |                      |
| 1994-1995 | Rebels de Red Deer         | LHOu  | 48 | 4                | 17               | 21               | 116              |                  |   |                      |                      |                      |                      |                      |
| 1994-1995 | Americans de Tri-City      | LHOu  | 15 | 0                | 1                | 1                | 22               | 13               | 0 | 0                    | 0                    | 18                   |                      |                      |
| 1995-1996 | Americans de Tri-City      | LHOu  | 72 | 15               | 38               | 53               | 189              | 11               | 0 | 5                    | 5                    | 36                   |                      |                      |
| 1996-1997 | Bandits de Baltimore       | LAH   | 69 | 0                | 6                | 6                | 131              | 1                | 0 | 0                    | 0                    | 0                    |                      |                      |
| 1997-1998 | Mighty Ducks de Cincinnati | LAH   | 59 | 0                | 9                | 9                | 95               |                  |   |                      |                      |                      |                      |                      |
| 1998-1999 | Mighty Ducks de Cincinnati | LAH   | 55 | 0                | 6                | 6                | 130              | 3                | 0 | 0                    | 0                    | 2                    |                      |                      |
| 1999-2000 | Citadelles de Québec       | LAH   | 26 | 0                | 3                | 3                | 47               |                  |   |                      |                      |                      |                      |                      |
| 1999-2000 | Vipers de Détroit          | LIH   | 28 | 1                | 3                | 4                | 56               |                  |   |                      |                      |                      |                      |                      |
| 1999-2000 | Ice Dogs de Long Beach     | LIH   | 2  | 0                | 0                | 0                | 9                |                  |   |                      |                      |                      |                      |                      |